# Jacob Bruce
Jacob Daniel Bruce (ryska: Яков Вилимович Брюс: Jakov Vilimovitj Brjus), född 11 maj (enligt n.s.) 1669 i Moskva, död 30 april (n.s.) 1735, var en rysk greve och fältmarskalk.
Jacob Bruce tillhörde den skotska adliga ätten Bruce. År 1687 deltog han som soldat rysk-turkiska kriget. Han befordrades 1696 till överste, 1700 till generalmajor vid artilleriet, generallöjtnant 1705, och generalfälttygsmästare 1711. Bruce moderniserade det ryska artilleriet och spelade en framträdande roll under det stora nordiska kriget. Han bidrog kraftigt till de svensk-baltiska fästningarnas betvingande, deltog i flera fältslag som slaget vid Kalisz, slaget vid Lesna, och slaget vid Poltava, och deltog i Prutkampanjen.
Han kommenderade 1712–1713 de allierades artilleri i Nordtyskland, men ägnade sig därpå mest åt civiltjänst, blev 1717 senator och president i bergs- och manufakturkollegiet.
Han var 1718 och 1721 ryskt ombud vid fredsunderhandlingarna med Sverige och undertecknade freden i Nystad. Bruce blev 1721 rysk greve, och erhöll 1726 fältmarskalks rang.
Jacob Bruce var son till William Bruce (1620–1680) och bror till den ryske generalen Roman Bruce.